# Neuenbrook West 29
Der Bauernhof in Neuenbrook West 29 in der Gemeinde Neuenbrook ist nachweislich der älteste Hof der gesamten Kremper und Kollmarer Marsch.

## Entdeckung und Folgen

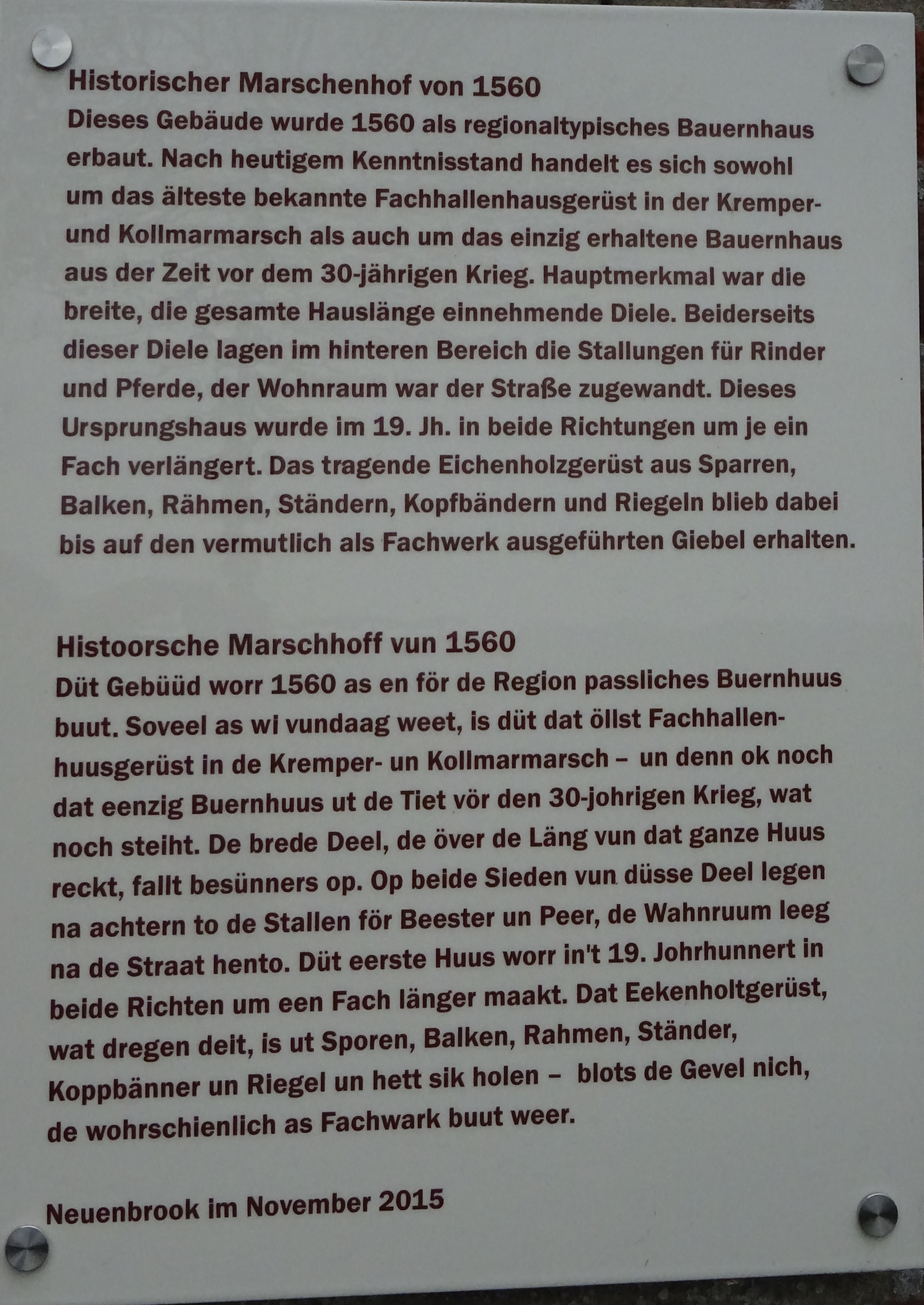
Tafel der Vorderseite

Bis 2015 wurde angenommen, dass der noch bewohnte Hof 1690 erbaut wurde. Als überprüft werden sollte, ob der Hof weiterhin als denkmalgeschützt gelten solle, wurde durch eine dendrochronologische Untersuchung der Eichenholzbalken festgestellt, dass der Hof schon 1560 erbaut wurde.
Rätselhaft ist, warum der Hof noch erhalten ist, da der restliche Teil von Neuenbrook West ausnahmslos im Dreißigjährigen Krieg niedergebrannt wurde. Eventuell diente der Hof im Krieg als Soldaten-Quartier.
Infolge dieser Feststellung wurde eine Informationstafel an der Fassade angebracht.